# ザラゴジン酸
ザラゴジン酸（ザラゴジンさん、Zaragozic acid）類は、真菌によって生産される天然物の一群である。最初に特徴付けられたザラゴジン酸A、B、およびCは未同定の不育真菌培養物、Sporormiella intermedia、およびL. elatiusからそれぞれ単離された。化合物名は菌がスペイン、サラゴサ（Zaragoza）のハロン川から取られた水試料に由来することによる。ザラゴジン酸類は独特の4,8-ジオキサビシクロ[3.2.1]オクタン母核を有し、1-アルキル側鎖と6アシル側鎖に違いがある。

## 使用
ザラゴジン酸類は、S. cervisiae、真菌、およびほ乳類のスクアレン合成酵素の強力な阻害剤である。スクアレン合成酵素はステロール合成において最初にはたらく酵素であり、ファルネシル二リン酸からスクアレンへの還元的縮合を触媒する。スクアレン合成酵素阻害剤として、ザラゴジン酸は霊長類において血中コレステロール量を低下させる。ザラゴジン酸Aをラットに投与すると、肝臓のLDL受容体mRNA量の上昇を引き起こす。
ザラゴジン酸はRasファルネシル-タンパク質転移酵素も穏やかに阻害する。
ザラゴジン酸DおよびD2は好角質性真菌Amauroascus nigerから単離された。

## 生合成
核となる生合成経路にはポリケチド合成酵素が関与し、10個の酢酸ユニット、メチオニンから4個のメチル基、1個のコハク酸、1個の安息香酸から作られる。